# لتیسیا کوستاس
 لتیسیا کوستاس (اسپانیایی: Leticia Costas‎؛ زادهٔ ۲۲ مارس ۱۹۹۰) یک تنیس‌باز اهل اسپانیا است. 